# 東大阪市立英田中学校
東大阪市立英田中学校（ひがしおおさかしりつ あかだちゅうがっこう）は、大阪府東大阪市吉田本町一丁目にある公立中学校。
校区内に東大阪市花園ラグビー場や花園中央公園が立地している。地域の協力を得て、校区内の清掃活動に定期的に取り組んでいる。
校訓は「努力・努力・努力」。人間は努力することが大切だということを強調し、また創立時の名称「河内市立第三中学校」にもかけて、同じ言葉を3つ重ねて校訓にしている。

## 沿革
- 1958年 - 河内市立第三中学校として、枚岡市河内市学校組合立枚岡中学校（現:東大阪市立枚岡中学校）から分離開校。
- 1967年 - 河内市が合併で東大阪市になったことに伴い、東大阪市立英田中学校に改称。

## 通学区域
- 東大阪市立英田北小学校と東大阪市立英田南小学校の通学区域。

東大阪市 川中（一部）、島之内、松原、松原南、水走、吉田、吉田下島（一部）、吉田本町。

## 交通
- 近鉄けいはんな線 吉田駅 南へ約1km。

## 著名な出身者
- 池脇千鶴 - 女優
- 黒田有 - お笑い芸人（メッセンジャー）
- 谷口真由美 - 法学者
- TENN - ミュージシャン（ET-KING）
- 元木由記雄 - 元ラグビー選手（神戸製鋼ほか）